# 2022年环西自行车赛
2022年环西自行车赛是第77届环西自行车赛，于2022年8月19日至9月11日进行，此次比赛是2022年UCI世界巡回赛的其中一站比赛。完整的比赛路线于2021年12月16日公布，比赛分为21个赛段，前3个赛段在荷兰境内进行，其中第3个赛段会经过比利时的外飞地巴勒海托赫，这是2019冠状病毒病疫情暴发以来西班牙以外的国家首次承办环西自行车赛部分赛段的比赛，起点位于乌得勒支，后面的18个赛段均在西班牙进行，终点位于马德里。
总共有来自23个车队的184名运动员参加此次比赛，其中18支为世界职业车队，另外5支为外卡车队。最终来自快步车队的雷姆科·埃费内普尔以80小时26分59秒的成绩夺得此次比赛的总冠军，这是他职业生涯的第一个三大自行车环赛总冠军。来自移动之星车队的Enric Mas以约2分钟之差获得亚军，这是他第三次获得环西自行车赛亚军。季军则由来自阿联酋航空车队的Juan Ayuso获得。